# 海外發行劇
海外發行劇，即海外發行劇集，簡稱海發劇，即不首先在香港播映，而於海外首先推出發行的劇集。由於目前多指由電視廣播有限公司製作的劇集，所以亦指一些未曾在香港播出，但卻在海外首先播出的電視廣播有限公司製作的劇集。

## 原因
於海外優先發行的具體原因有很多，但亦有觀眾認為海發劇多是倉底劇。但事實上未必，原因可能是劇情題材較為冷門，電視台高層認為會影響收視，因此將它們抽起。但有些已海外發行的劇集會被重新安排於黃金時段播出，可是部分的海發劇卻只獲安排於日間或凌晨之後這些較少觀眾收看電視的非黃金時段播出。甚至少部分的海發劇更未在翡翠台播映過，只有在付費的TVB經典台播出或在OTT平台myTV SUPER上架了事。

## 海發劇列表

### 獲安排於黃金時段播出的海發劇
- 謎情家族（2006年1月2日－2006年1月27日）
- 飛短留長父子兵（2006年5月15日－2006年6月9日）
- 十兄弟（2007年2月12日－2007年3月9日）
- 亂世佳人（2007年3月12日－2007年4月14日）
- 碧血鹽梟（2009年6月8日－2009年7月10日）
- 仁心解碼（2011年1月10日－2011年2月5日）
- 盛世仁傑（2012年4月2日－2012年4月27日）
- 女警愛作戰（2013年3月11日－2013年4月6日）
- 蘭花刼（2017年5月29日－2017年6月18日，播出前先進行數碼修復，將畫面裁剪為16:9後再以增線技術提升至1080i播映）
- 堅離地愛堅離地（2020年12月28日—2021年1月24日）